# Cathy Freeman
Catherine Astrid Salome Freeman (ur. 16 lutego 1973 w Mackay) – australijska lekkoatletka pochodzenia aborygeńskiego, biegająca przede wszystkim na 400 metrów.

## Życiorys
Pierwszy złoty medal zdobyła już w wieku ośmiu lat, podczas szkolnych lekkoatletycznych mistrzostw. W 1994 roku podczas Igrzysk Wspólnoty Narodów wywołała dużo kontrowersji. Po zwycięstwie machała flagą aborygeńską i australijską. Freeman zachowała się podobnie podczas Igrzysk w Sydney w 2000, mimo iż takie praktyki są zakazane podczas igrzysk, jednak nie wywołało to kontrowersji, tym bardziej, że zapalała ona znicz olimpijski.
Freeman sama uważa się za rdzenną Aborygenkę, przez większość społeczeństwa uważana jednak za „półaborygenkę”.
Do największych jej sukcesów należy zaliczyć dwukrotne mistrzostwo świata (w 1997 i 1999) oraz 2 medale olimpijskie: srebrny w 1996 i złoty w 2000.

## Przebieg kariery sportowej
O Catherine Freeman po raz pierwszy usłyszano, gdy miała 15 lat. Wypadła bardzo dobrze w Szkolnych Mistrzostwach Australii. Startowała w sprincie, biegach przez płotki i skoku w dal. Jako wyróżniająca się biegaczka zdecydowała spróbować swych sił w selekcjach do drużyny 4x100 m do Igrzysk Wspólnoty Narodów (1990). Mimo że była lepsza od innych nie zdecydowano się na obsadzenie jej w zawodach indywidualnie na 100 metrów. Cathy powetowała stratę wygrywając w sztafecie 4x100 m.
Po wielkim sukcesie w Igrzyskach wspólnoty Cathy wystartowała w Mistrzostwach Australii wygrywając bieg na 200 metrów – stała się najmłodszą zawodniczką w historii, która zdobyła złoto (17 lat). Tego samego roku startowała w Bułgarii na MŚ Juniorów. Nie dała jednak rady dotrzeć do finału na 100 m, zajęła piąte miejsca na 200 i 4x100 metrów. W 1991 r. wygrała w Australii na 200 m i od tej pory powoli zaczęła myśleć o 400 metrach. Na Igrzyskach w Barcelonie startowała na 400 m bez większych sukcesów, dochodząc do finału tylko w sztafecie. Wkrótce potem startowała również w juniorskich MŚ.
W 1993 r. zdecydowała się biec tylko na 200 metrów i osiągnęła najlepszy rezultat jak do tej pory docierając do półfinału na MŚ w 1993 r. Rok później wygrywała już zarówno na 200 jak i 400 metrów podczas Mistrzostw Wspólnoty co zapewniło jej miano gwiazdy lekkoatletyki. W 1995 r. spotkał ją zawód, gdyż nie zdołała zdobyć medalu w Szwecji podczas MŚ (zajęła dopiero 4. miejsce). Mimo niepowodzenia nie zniechęcała się i ustanowiła aż 4 rekordy kraju na 400 m.
W 1996 r. uzyskała fenomenalny czas 49,85 s, pokonując barierę 50 sekund podczas zawodów w Melbourne. Jeszcze sześciokrotnie schodziła poniżej 50 sekund w sezonie i osiągnęła rekord życiowy – 48,63 s w Atlancie. Na igrzyskach w 1996 r. nie udało się Freeman zdobyć złotego medalu – Marie-José Pérec była lepsza z czasem 48,25 s. W 1997 po przejściu na emeryturę przez Francuzkę Pérec Cathy stała się niekwestionowaną mistrzynią 400 metrów. Była praktycznie bezkonkurencyjna przez ponad trzy lata. Sięgnęła m.in. po mistrzostwo świata. Na Igrzyskach w Sydney była zdecydowaną faworytką. Została zaszczycona możliwością zapalenia ognia olimpijskiego jako Australijka i Aborygenka. Zdobyła złoty medal.
Po okresie kontuzji wróciła w 2002 r., lecz bez większych sukcesów indywidualnych. W 2003 r. ustąpiła pola innej Australijce Janie Pittman. Wygrała wprawdzie w Mistrzostwach Australii, lecz jej główna konkurentka nie startowała. Zdając sobie sprawę, że jest coraz słabsza, zdecydowała się przejść na emeryturę. W grę wchodziło również coraz mniejsze umotywowanie do dalszej pracy po wygraniu wszystkiego, co było możliwe do wygrania. W wieku 30 lat zakończyła karierę.

## Życie prywatne
Urodziła się jako córka Normana Freemana – utalentowanego gracza rugby – i Cecili Sibley. Ojciec Cathy był alkoholikiem i opuścił rodzinę w 1978 r. W 1979 matka Cathy zamieszkała z Bruce'em Barberem, który w późniejszych latach stał się promotorem przyszłej atletki. Inwestował wszystkie pieniądze w Cathy, zapewniając jej możliwość startu w lekkoatletyce. W 1990 r. zmarła siostra Cathy – Anna Marie. 2 lata później zmarł biologiczny ojciec Cathy – Norman. W 1999 r. wyszła za mąż za Sandy Bodeckera – menadżera sportowego – który z czasem zachorował na raka. W 2003 wzięli separację. Spotykała się z australijskim aktorem Joelem Edgartonem. W kwietniu 2009 roku, wyszła za mąż za Jamesa Murcha. W 2011, parze urodziła się córka, Ruby Anne Susie.
Jest uważana za wzór do naśladowania dla innych Aborygenów. Jest symbolem pojednania ludności rdzennej z ludnością europejską (australijską) i nadejścia lepszych czasów dla Aborygenów. Wyznaje bahaizm. Wybrana została Młodym Australijczykiem Roku w 1990 i Australijczykiem Roku w 1998.

## Rekordy życiowe
| Rok  | Dystans | Czas  |
| ---- | ------- | ----- |
| 1994 | 100 m   | 11,24 |
| 1994 | 200 m   | 22,25 |
| 2003 | 300 m   | 36,42 |
| 1996 | 400 m   | 48,63 |

## Progresja wyników
| 100 m | Czas  |
| ----- | ----- |
| 1989  | 11,42 |
| 1991  | 11,59 |
| 1993  | 11,43 |
| 1994  | 11,24 |
| 1996  | 11,27 |
| 1998  | 11,37 |

| 200 m | Czas  |
| ----- | ----- |
| 1993  | 22,37 |
| 1994  | 22,25 |
| 1995  | 22,50 |
| 1996  | 22,89 |
| 1998  | 22,55 |
| 1999  | 22,82 |
| 2000  | 22,53 |
| 2002  | 23,64 |
| 2003  | 23,63 |

| 400 m | Czas  |
| ----- | ----- |
| 1992  | 51,14 |
| 1993  | 51,34 |
| 1994  | 50,04 |
| 1995  | 50,21 |
| 1996  | 48,63 |
| 1997  | 49,39 |
| 1998  | 50,02 |
| 1999  | 49,67 |
| 2000  | 49,11 |
| 2002  | 52,59 |
| 2003  | 51,66 |

## Osiągnięcia sportowe

### Igrzyska olimpijskie
| Miejsce | Dzień       | Rok  | Miejscowość | Konkurencja        | Czas biegu  | Strata   | Zwycięzca              |
| ------- | ----------- | ---- | ----------- | ------------------ | ----------- | -------- | ---------------------- |
| 17.     | 2 sierpnia  | 1992 | Barcelona   | bieg na 400 m      | 51,52 s     | –        | Marie-José Pérec       |
| 7.      | 8 sierpnia  | 1992 | Barcelona   | sztafeta 4 × 400 m | 3:26,42 min | + 6,22 s | WNP                    |
| srebro  | 29 lipca    | 1996 | Atlanta     | bieg na 400 m      | 48,63 s     | + 0,38 s | Marie-José Pérec       |
| 11.     | 1 sierpnia  | 1996 | Atlanta     | bieg na 200 m      | 22,78 s     | -        | Marie-José Pérec       |
| złoto   | 25 września | 2000 | Sydney      | bieg na 400 m      | 49,11 s     | –        | –                      |
| 6.      | 28 września | 2000 | Sydney      | bieg na 200 m      | 22,53 s     | + 0,26 s | Pauline Davis-Thompson |
| 4.      | 30 września | 2000 | Sydney      | sztafeta 4 × 400 m | 3:23,81 min | + 0,56 s | Jamajka                |

### Mistrzostwa świata
| Miejsce | Dzień       | Rok  | Miejscowość | Konkurencja        | Czas biegu  | Strata   | Zwycięzca         |
| ------- | ----------- | ---- | ----------- | ------------------ | ----------- | -------- | ----------------- |
| 9.      | 19 sierpnia | 1993 | Stuttgart   | bieg na 200 m      | 22,58 s     | –        | Merlene Ottey     |
| 4.      | 8 sierpnia  | 1995 | Göteborg    | bieg na 400 m      | 50,60 s     | + 1,32 s | Marie-José Pérec  |
| 10.     | 10 sierpnia | 1995 | Göteborg    | bieg na 200 m      | 22,82 s     | -        | Merlene Ottey     |
| brąz    | 13 sierpnia | 1995 | Göteborg    | sztafeta 4 × 400 m | 3:25,88 min | + 3,49 s | Stany Zjednoczone |
| złoto   | 5 sierpnia  | 1997 | Ateny       | bieg na 400 m      | 49,77 s     | –        | –                 |
| złoto   | 26 sierpnia | 1999 | Sewilla     | bieg na 400 m      | 49,67 s     | –        | –                 |
| 6.      | 29 sierpnia | 1999 | Sewilla     | sztafeta 4 × 400 m | 3:28,04 min | + 6,06 s | Rosja             |

### Igrzyska Wspólnoty Narodów
| Miejsce | Dzień       | Rok  | Miejscowość | Konkurencja        | Czas biegu  | Strata   | Zwycięzca |
| ------- | ----------- | ---- | ----------- | ------------------ | ----------- | -------- | --------- |
| złoto   | 3 lutego    | 1990 | Auckland    | sztafeta 4 × 100 m | 43,87 s     | –        | –         |
| złoto   | 23 sierpnia | 1994 | Victoria    | bieg na 400 m      | 50,38 s     | –        | –         |
| złoto   | 26 sierpnia | 1994 | Victoria    | bieg na 200 m      | 22,25 s     | –        | –         |
| srebro  | 28 sierpnia | 1994 | Victoria    | sztafeta 4 × 100 m | 43,43 s     | + 0,44 s | Nigeria   |
| DQ.     | 28 sierpnia | 1994 | Victoria    | sztafeta 4 × 400 m | -           | -        | Anglia    |
| złoto   | 31 lipca    | 2002 | Manchester  | sztafeta 4 × 400 m | 3:25,63 min | -        | -         |